# Mainleus
Mainleus is een gemeente in de Duitse deelstaat Beieren, en maakt deel uit van het Landkreis Kulmbach.
Mainleus telt 6.450 inwoners.

## Geschiedenis
De situatie in het Maindal heeft de gemeenschap haar naam gegeven "Mainleus" betekent "nederzetting van de Slavische stam Lubis aan de
Main." Belangrijk was de vlotterij op de Main welke in de 19e eeuw
zijn bloeitijd kende. Als deel van het sinds 1792 Pruisische vorstendom Bayreuth verviel Mainleus bij de vrede van Tilsit in 1807 aan Frankrijk, die het in 1810 aan Bayern overgaf.
In 1908 stichtte de Kulmbacher spinnerij een dochteronderneming
in Mainleus, die vandaag de dag nog steeds bestaat.
In de Tweede Wereldoorlog: De luchtaanvallen op het einde van de Tweede Wereldoorlog waren op de eerste plaats gericht tegen de zogenaamde oorlogbepalende industrie, met inbegrip van de kogellagerindustrie van Schweinfurt.
De Duitsers verhuisden deze industrie naar een relatief veiliger omgeving. Dat is de reden waarom de "Vereinigten Kugellager-Fabriken Schweinfurt" in het jaar 1943 onder de naam "Ostwerk" in het gebouw van de spinnerij van Mainleus werd gevestigd.
In het jaar 1943, bouwde " Ostwerk" voor de arbeiders en dwangarbeiders, die werkzaam waren in zijn fabriek, zes barakken met
verschillende "woonvormen". Na eerdere overname is vandaag de dag de fabriek beter bekend onder de naam "SKF" kogellagerfabriek.
In het kader van de territoriale hervorming werden opgenomen de volgende gemeenten en plaatsen: 1955 Heinersreuth en Wolpersreuth; 1972 Bechtelsreuth, Krötennest, Wüstenbuchau, Buchau, Wernstein en Willmersreuth en Dörfles, Motschenbach, Pöhl en Wüstendorf; 1976 Veitlahm en Proß; 1977 Eichberg, Fassoldshof, Rothwind en Schwarzholz en in 1978 Danndorf, Schimmendorf en Schwarzach-Schmeilsdorf.

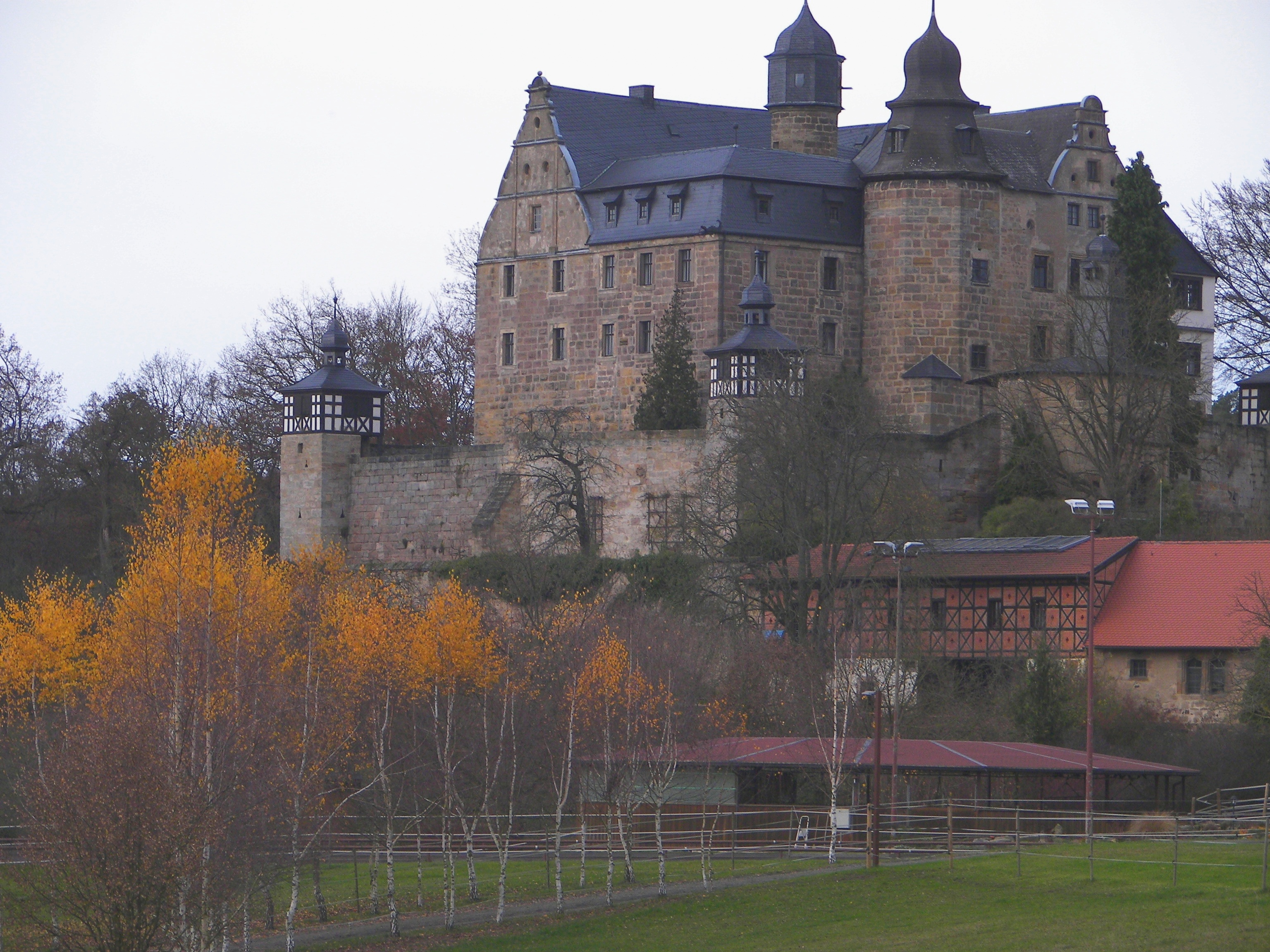
Slot Wernstein

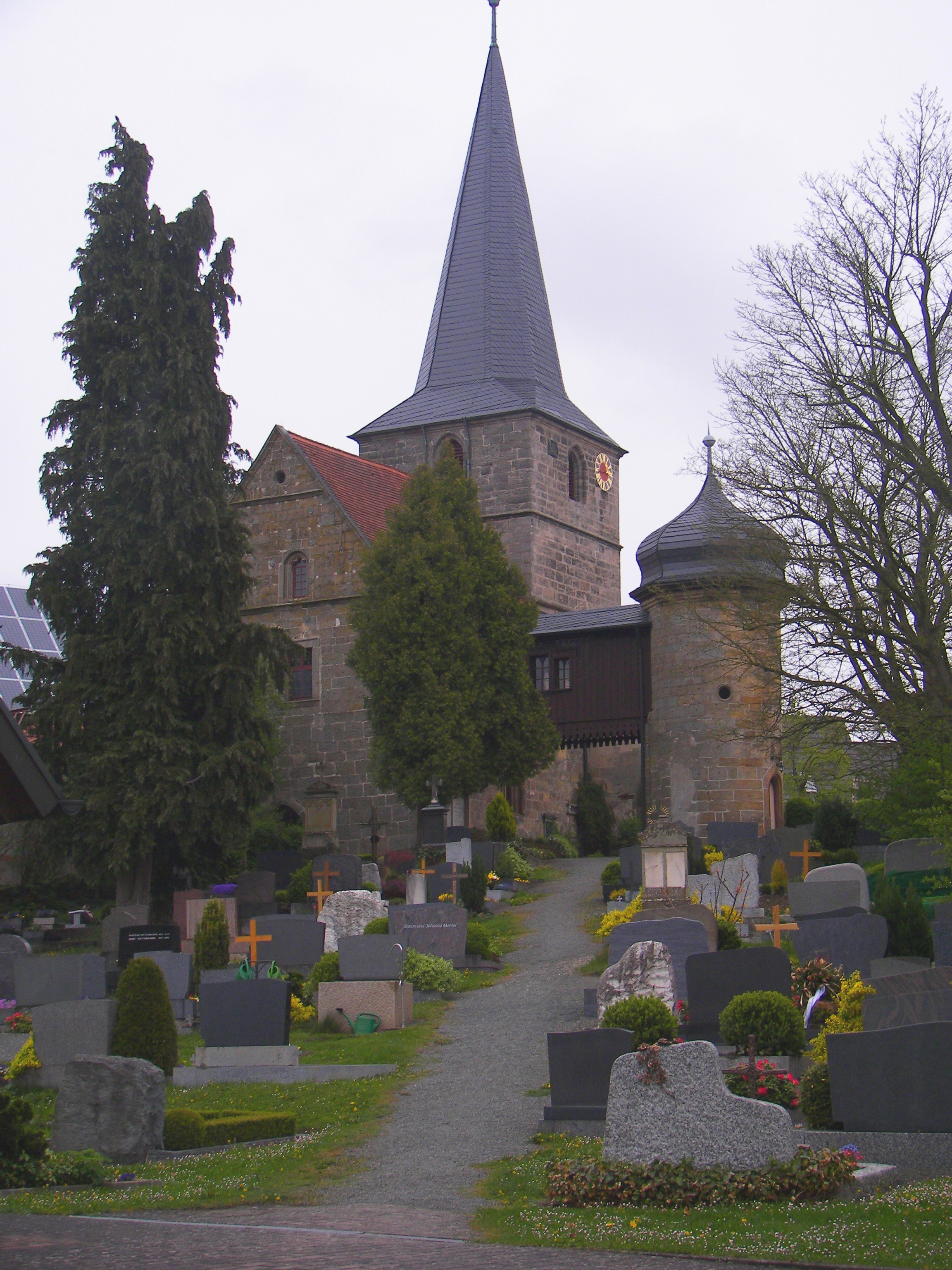
Kerk met kerkhof, Veitlahm

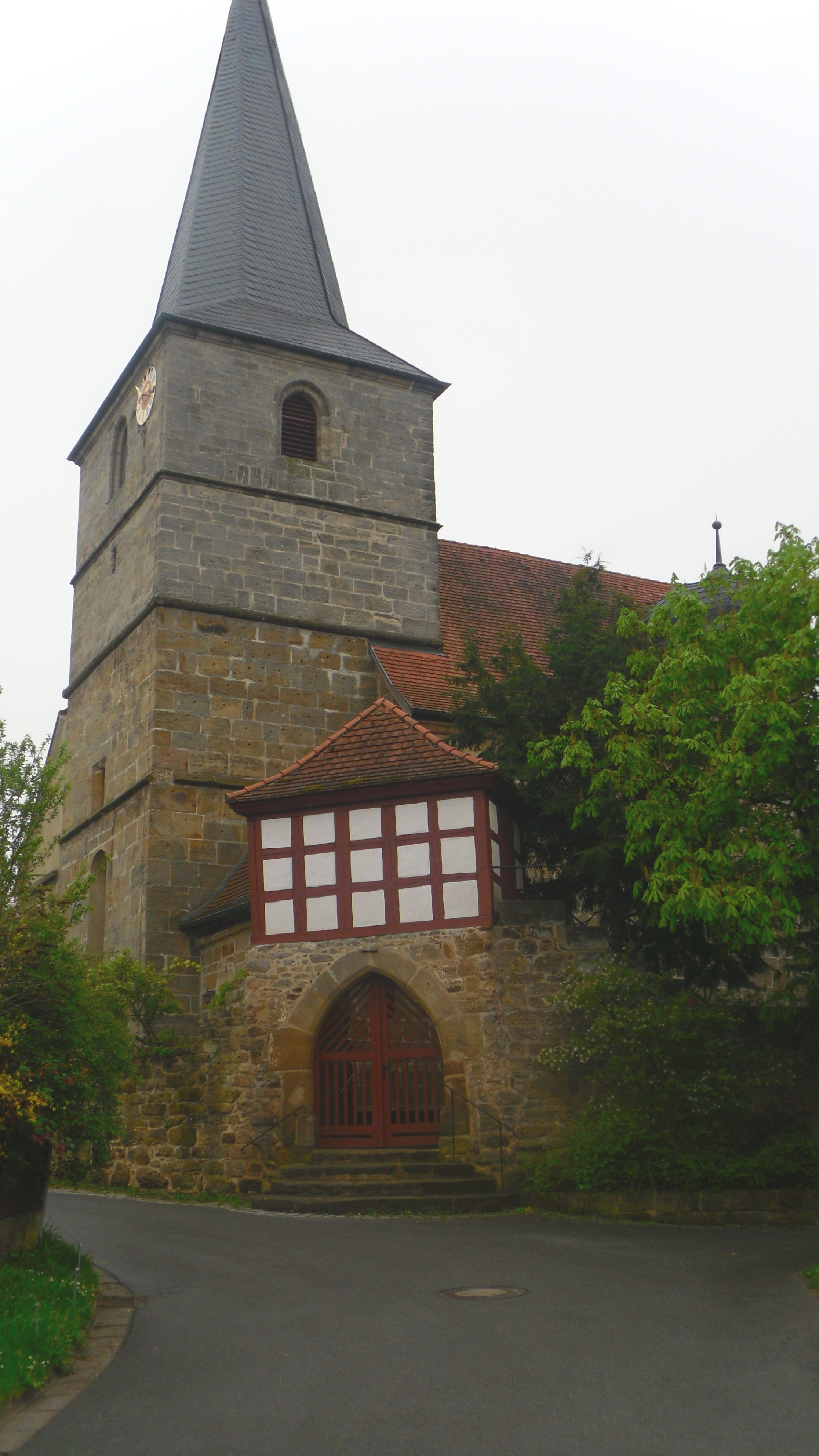
Kerk van Veitlahm

Grafengehaig ·
Guttenberg ·
Harsdorf ·
Himmelkron ·
Kasendorf ·
Ködnitz ·
Kulmbach ·
Kupferberg ·
Ludwigschorgast ·
Mainleus ·
Marktleugast ·
Marktschorgast ·
Neudrossenfeld ·
Neuenmarkt ·
Presseck ·
Rugendorf ·
Stadtsteinach ·
Thurnau ·
Trebgast ·
Untersteinach ·
Wirsberg ·
Wonsees